# It Had to Be You (película de 2000)
It Had to Be You (Tenías que ser tú en España e Hispanoamérica) es una película del año 2000, protagonizada por Natasha Henstridge y Michael Vartan. 

## Argumento
Charlie Hudson (Michael Vartan), un policía de Nueva York, y Anna Penn (Natasha Henstridge), una maestra, coinciden un fin de semana en el Hotel Plaza de Nueva York. No se conocen, pero están ahí por un motivo común: preparar su boda con sus respectivas parejas, que en el último momento les han dejado solos frente a la difícil tarea del enlace. Juntos pasan tres días planeando los detalles con la ayuda de una colección de extravagantes personajes que acabarán por hacerles dudar del matrimonio y del paso que van a dar. Un fin de semana para planear sus bodas se acabará convirtiendo en un fin de semana de descubrimientos que cambiará sus vidas para siempre... 